# إدي مصطفى محمد
إدي مصطفى محمد (بالإنجليزية: Eddie Mustafa Muhammad)‏ مواليد 30 أبريل 1952 في بروكلين، نيويورك، الولايات المتحدة، هو ملاكم أمريكي مسلم معتزل كان يصنف ضمن فئة وزن خفيف الثقيل بدأ مسيرته الاحترافية سنة 1972. حقق بطولة رابطة الملاكمة العالمية.

## إحصائيات
خاض خلال مسيرته 59 نزالا، فاز في 50 وتعادل في 1 وخسر في 8. فاز بالضربة القاضية في 39 نزالا.

## روابط خارجية
- إدي مصطفى محمد على موقع بوكس ريك (الإنجليزية) (registration required)